# C'est la vie (album de Khaled)
Pour les articles homonymes, voir C'est la vie.
Albums de Khaled
Liberté
(2009)
Singles
1. C'est la vie
Sortie : 2 juillet 2012
2. Hiya Hiya (feat. Pitbull)
Sortie : septembre 2012
3. Dima Labess (feat. Mazagan)
Sortie : décembre 2012
4. Ana Âacheck
Sortie : février 2013
5. Samira
Sortie : octobre 2013
6. Wili Wili
Sortie : février 2014

C’est la vie est le 7e album du chanteur algérien Khaled. L’album est produit par le producteur suédo-marocain RedOne et a été enregistré en France, en Suède et au Maroc. Il est sorti sur le label AZ Records. Les chansons sont principalement en arabe, mais il y en a aussi en français et en anglais. La chanson-titre C'est la vie a eu du succès en atteignant le numéro 2 dans le Club 40. Il y a des collaborations avec le rappeur américain Pitbull, le groupe marocain Mazagan et le chanteur Marwan.

## Liste des titres
| 1.    | C'est la vie                | Khaled, Sam Debbie, RedOne, Alex P, Bilal “The Chef”, AJ Junior, Björn Djupström                  | RedOne, Alex P                                     | 3:50 |
| 2.    | Hiya Hiya (feat. Pitbull)   | Khaled, Pitbull                                                                                   | RedOne, Alex P                                     | 3:23 |
| 3.    | Encore une fois             | Khaled, Sam Debbie, RedOne, Alex P, Bilal “The Chef”                                              | RedOne, Alex P                                     | 3:26 |
| 4.    | Ana Âacheck                 | Khaled, Sam Debbie, RedOne, Alex P, Rush, Adil K, Bilal “The Chef”                                | RedOne, Alex P                                     | 3:08 |
| 5.    | Dima Labess (feat. Mazagan) | Khaled, Issam Kamal, Sam Debbie, RedOne, Alex P, Bilal “The Chef”                                 | RedOne, David Rush                                 | 2:49 |
| 6.    | Elle est partie             | Khaled, René Perez                                                                                | Jean-Claude Ghrenassia                             | 3:27 |
| 7.    | Laila (feat. Marwan)        | Khaled, Marwan, Sam Debbie, RedOne, Adil K, Maurice Mamann, John Mamann, Alex P, Bilal “The Chef” | RedOne, Alex P, Trevor Muzzy                       | 4:21 |
| 8.    | Andalucia                   | Khaled, Mohamed Kamel                                                                             | Jean-Claude Ghrenassia                             | 3:12 |
| 9.    | El Harraga                  | Khaled, Hocine Lasnami, Sam Debbie                                                                | Jean-Claude Ghrenassia                             | 3:22 |
| 10.   | Bab Jenna                   | Khaled, Sam Debbie, RedOne, Alex P, Bilal “The Chef”, Adil K                                      | RedOne, Alex P, Adil K                             | 4:12 |
| 11.   | Wili Wili                   | Khaled                                                                                            | Sam Debbie, RedOne, Bilal “The Chef”, Rush, Adil K | 3:58 |
| 12.   | Samira                      | Khaled, Sam Debbie, RedOne, Alex P, Bilal “The Chef”, François Admouchnino                        | RedOne, Alex P                                     | 4:10 |
| 43:18 |                             |                                                                                                   |                                                    |      |

## Clips vidéo
- 30 août 2012 : C'est la vie

## Classements
| Charts                       | Meilleure position |
| ---------------------------- | ------------------ |
| Belgique (Flandre Ultratop)  | 187                |
| Belgique (Wallonie Ultratop) | 27                 |
| France (SNEP)                | 18                 |
| Suisse (Schweizer Hitparade) | 96                 |